# Río Blanco (Soria)
Río Blanco es un municipio de Arcos de Jalón en la provincia de Soria (España). En el, solo habitan 2 personas. Un río homónimo después de atravesar el pueblo,  desemboca en el Jalón y también existe dos pequeñas central hidroeléctricas que aprovechan las aguas de este pequeño río, una junto a la nacional II, a los pies de las tuberías que bajan desde un embalse y otra junto a la cascada llamada "La chorronera", en el pueblo vecino, Velilla de Medinaceli, cuya caída es de 20 metros.